# پرت اند ویتنی/الیسون ۵۷۸-دی‌ایکس
پرت اند ویتنی/الیسون ۵۷۸-دی‌ایکس (به انگلیسی: Pratt & Whitney/Allison 578-DX) یک موتور هواگرد ساختِ کارخانهٔ پرت اند ویتنی / الیسن انجین در کشور ایالات متحده آمریکا است.